# Foce (Genova)
Foce (Foxe /ˈfuːʒe/ in ligure) è un quartiere residenziale in stile umbertino, liberty e razionalista di 15 398 abitanti del comune di Genova, compreso nel Municipio VIII Medio Levante.
Si affaccia sul mare a levante del porto, estendendosi nella piana del Bisagno tra le pendici occidentali della collina di Albaro e la riva sinistra del torrente, interamente coperto nel tratto che attraversa il quartiere.
Comune autonomo dal 1798 fino al 1873 (quando insieme ai comuni di San Martino d'Albaro, San Francesco d'Albaro, Staglieno, Marassi e San Fruttuoso fu accorpato al comune di Genova), tra i quartieri di Genova è quello che nell'ultimo secolo ha maggiormente mutato la sua fisionomia: con l'espansione urbanistica del primo Novecento il piccolo borgo di pescatori si è trasformato in un quartiere residenziale semi-centrale della città.

## Geografia fisica
L'ex circoscrizione della Foce comprende le unità urbanistiche Foce e Brignole, che insieme hanno una popolazione di 15 398 abitanti, di cui 5 302 nell'area storica della Foce e 10 096 nell'area di Brignole (dato aggiornato al 31 dicembre 2022).

### Territorio

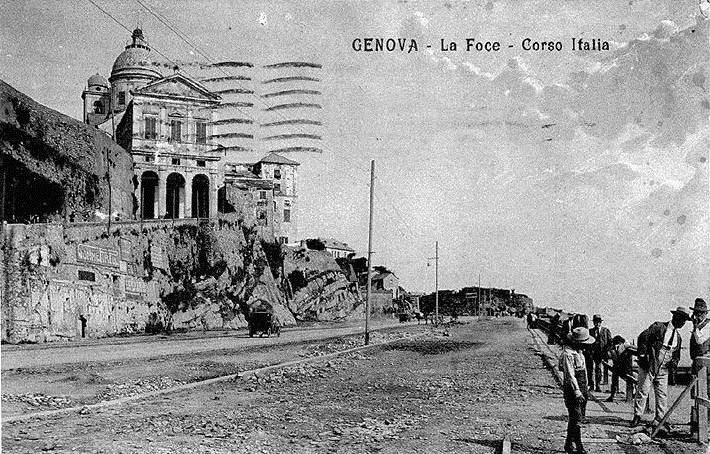
La chiesa di San Pietro e corso Italia in costruzione nei primi anni del Novecento

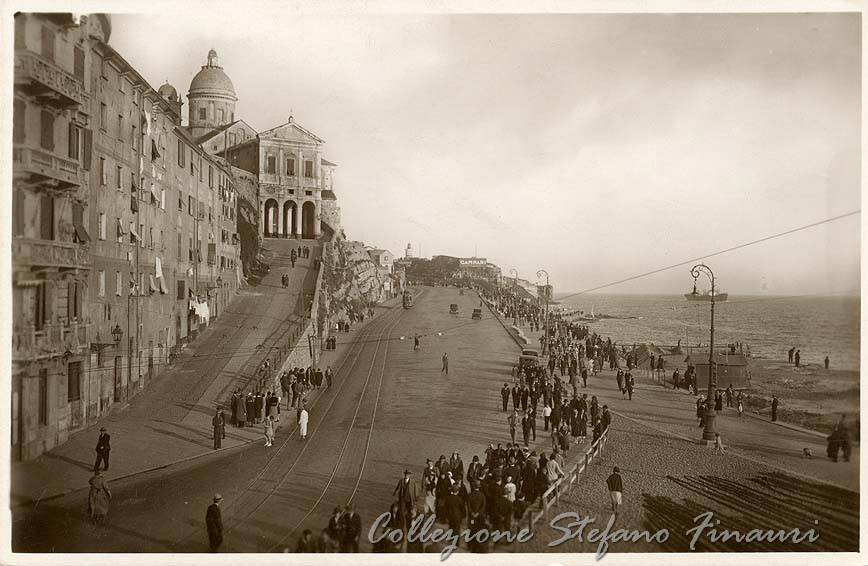
La chiesa di San Pietro e corso Italia negli anni venti del Novecento

Il quartiere, che comprende un'area pianeggiante alla foce del torrente Bisagno, confina a levante con Albaro, a nord con San Fruttuoso, a ponente con San Vincenzo e Carignano, mentre a sud è delimitato da un breve tratto di litorale, appena fuori dall'area portuale. Le mura delle Cappuccine, affacciate sul tratto finale del Bisagno, separano "la Foce" da Carignano, mentre l'asse viario formato da via Brigata Liguria e via Fiume delimita il quartiere verso San Vincenzo, a nord via Tolemaide e corso Gastaldi la separano da San Fruttuoso, a est via Pozzo e via Nizza ne segnano il confine con Albaro.
Nella suddivisione amministrativa cittadina successiva all'annessione a Genova, all'originario territorio comunale furono aggregate la zona di Borgo Pila (già frazione del comune di San Francesco d’Albaro) e l'area già occupata dalle mura chiamate Fronti Basse (demolite negli anni Ottanta dell’Ottocento), che comprende la stazione Brignole, piazza Verdi e piazza della Vittoria.
Il centro del quartiere moderno (piazza Rossetti, piazzale Kennedy e quartiere fieristico) è raggiungibile dalla stazione ferroviaria di Brignole, da cui dista circa un chilometro e mezzo lungo i viali intitolati alla Brigata Bisagno di Aldo Gastaldi e alle Brigate Partigiane, con autobus della linea 31 della rete urbana AMT.
I principali assi di attraversamento sono in direzione ovest-est e procedendo da nord a sud corso Gastaldi - via Tolemaide (che collegano San Martino con la zona di Brignole-Portoria), corso Buenos Aires, via Barabino (che collegano Albaro con Brignole-Portoria), via Cecchi e corso Marconi. In direzione nord-sud il quartiere è attraversato da corso Torino e via Casaregis. Corso Torino può essere considerato la "main street" del quartiere. Dalla Foce ha inizio la strada sopraelevata che, costeggiando il porto antico e lambendo il centro storico, congiunge i quartieri di Levante della città al quartiere occidentale di Sampierdarena.
La Foce ospita il quartiere fieristico (edificato sul mare alla fine degli anni cinquanta dopo che furono sbancate le scogliere della Cava e della Strega), gli uffici dello stato civile del comune di Genova, la sede dell'Agenzia del territorio (comunemente chiamata catasto), la Questura e numerosi eleganti condomini, in particolare nella zona di piazza Rossetti e corso Marconi, proprio all'inizio di quella che viene considerata per antonomasia la promenade dei genovesi, l'elegante corso Italia.

## Origini del nome
Il toponimo "Foce", generalmente riferito alla sua posizione allo sbocco del torrente Bisagno, deriverebbe invece dal fatto che il sito, in epoche remote, era stato uno dei punti di approdo di mercanti Focesi.

## Storia

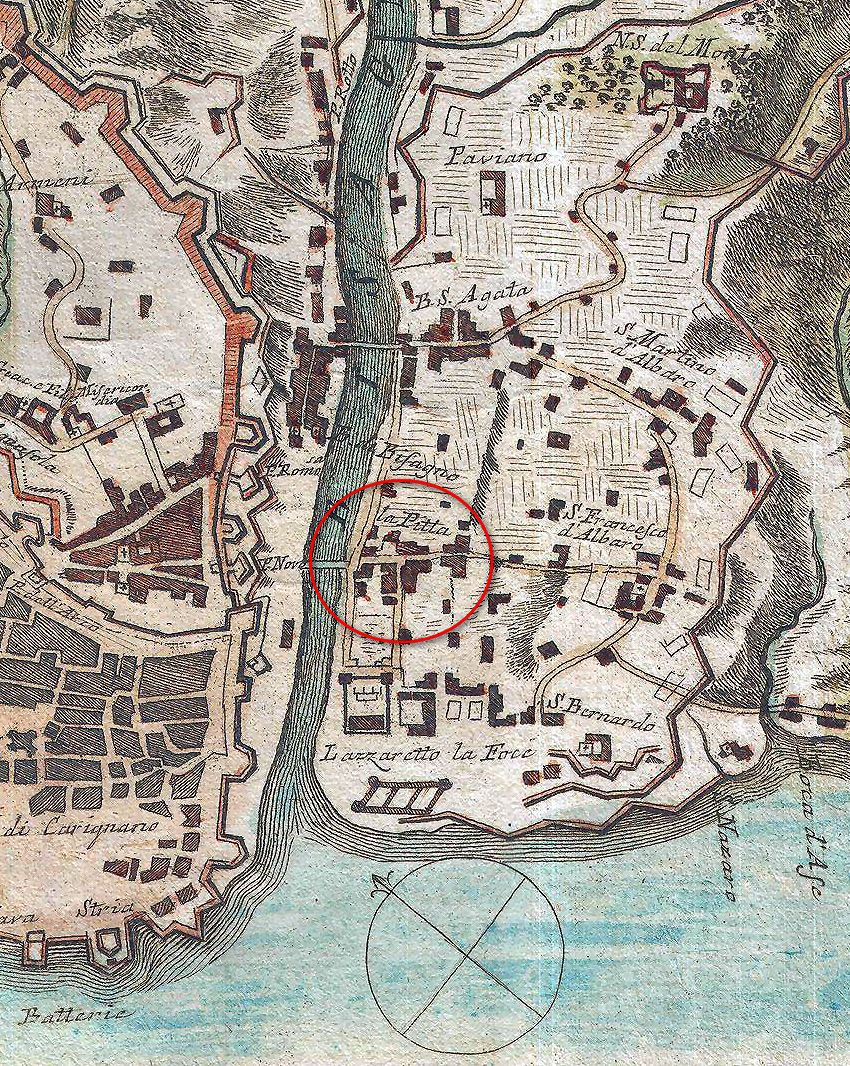
Mappa ottocentesca dell'odierno quartiere

### Le origini
La Foce era un antichissimo borgo sorto sulle pendici rocciose del promontorio che delimitava a ponente la collina di Albaro, abitato da pescatori e contadini che per secoli hanno rifornito con i loro prodotti i mercati di Genova. L'abitato si estese successivamente anche alla base della collina, nella piana sulla sponda orientale del Bisagno, conservando tuttavia le caratteristiche di un piccolo borgo di pescatori.
Così descrive il borgo il Giustiniani, vescovo e storico, nei suoi “Annali” (1537)
(Agostino Giustiniani, "Annali della Repubblica di Genova", 1537)

### Il lazzaretto

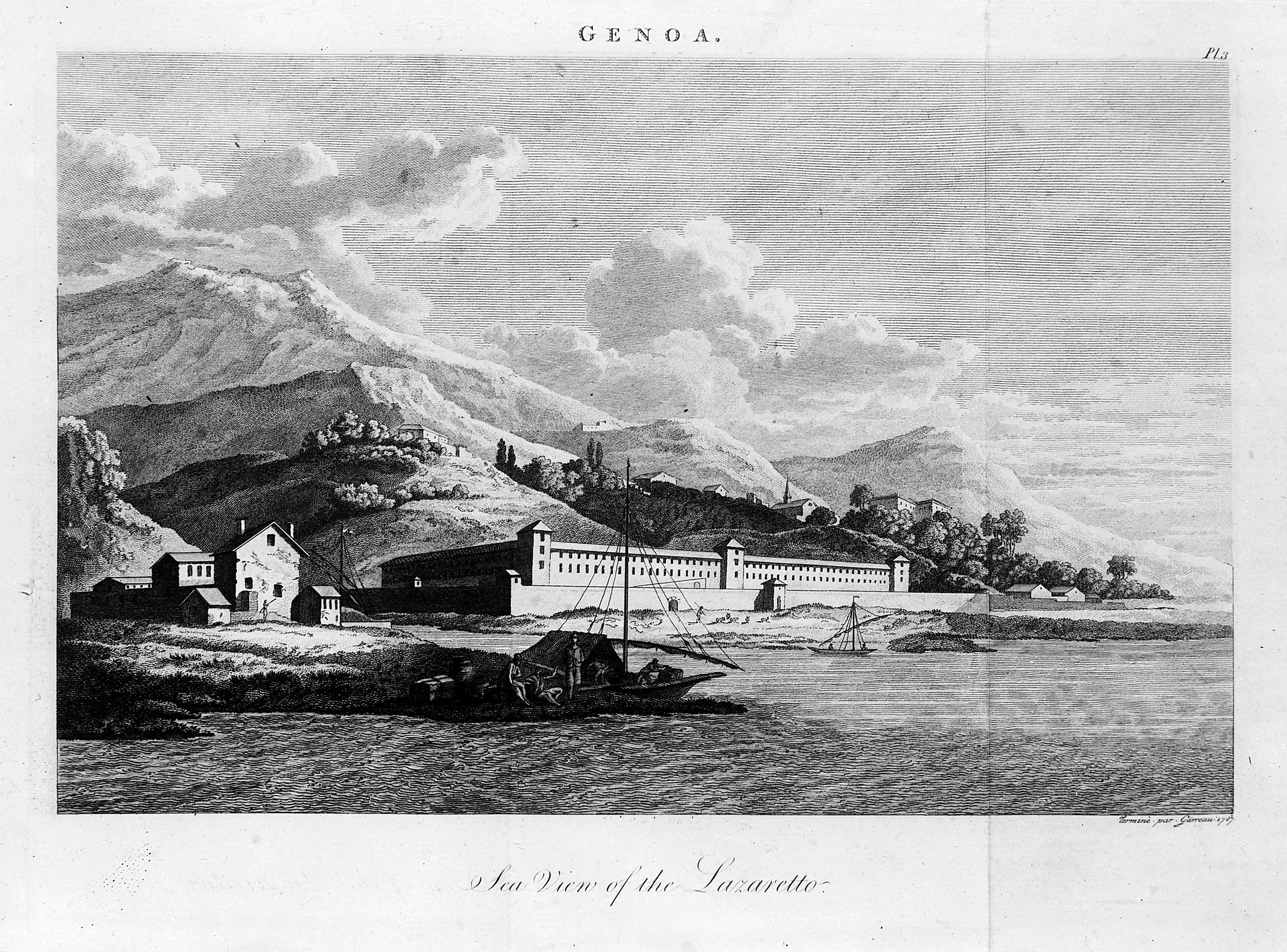
Raffigurazione antica del lazzaretto della Foce

Nel XV secolo nella piana sulla sponda sinistra del Bisagno fu edificato un lazzaretto per l'isolamento e il ricovero dei malati contagiosi e dei passeggeri delle navi giunti in porto e soggetti a quarantena, soprattutto in occasione di epidemie di peste.
L'imponente edificio, ampliato all'inizio del XVI secolo per iniziativa di Ettore Vernazza e con il contributo del doge Ottaviano Fregoso, più volte modificato, svolse la sua funzione fino alla metà dell'Ottocento. Durante l'epidemia di peste che colpì Genova negli anni 1656-1657, il frate cappuccino sestrese padre Antero Maria Micone scrisse nel suo libro Li lazzaretti della città e riviere di Genova del 1657 del contagio e del lazzaretto, immortalato anche sulla tela dal pittore Domenico Fiasella.
Nel Settecento fu ospitato nel lazzaretto anche il filosofo francese Jean-Jacques Rousseau che accennò alla sua drammatica esperienza in un brano de Le confessioni.
Con gli sviluppi della medicina, a metà dell'Ottocento le funzioni del lazzaretto furono trasferite al nuovo ospedale di Pammatone; l'edificio fu demolito, consentendo l'ampliamento del cantiere navale già da tempo esistente sulla spiaggia della Foce.

### Il cantiere navale

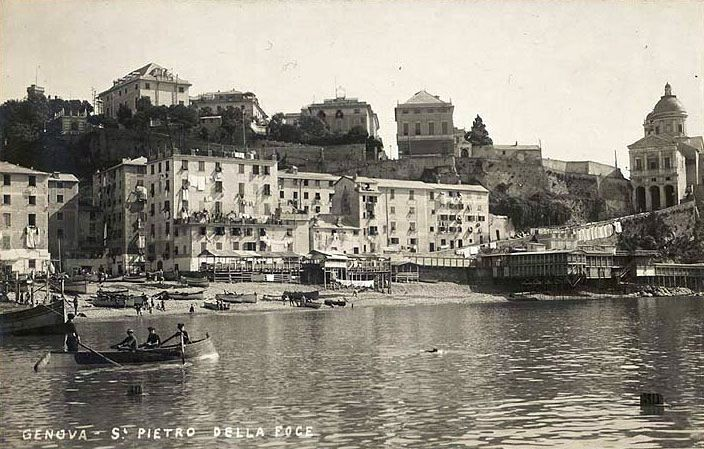
Immagine di fine Ottocento e inizio Novecento della marina

Da secoli sulla spiaggia della Foce venivano costruite navi, in piccoli cantieri artigiani. Il cantiere della Foce ebbe un notevole impulso all'inizio dell'Ottocento, nel periodo della Repubblica Ligure napoleonica. Le prime navi varate in quel cantiere furono la fregata L'Incorruptible e il brick Le Cyclope (16 novembre 1804), a cui seguì la fregata La Pomone, varata nel marzo 1805.
Ma fu solo dopo l'annessione della Liguria al regno sabaudo che ebbe inizio una vera e propria fase di sviluppo. Il Regno di Sardegna, dopo aver acquisito questo importante sbocco al mare (in precedenza disponeva solo del piccolo porto di Villefranche, nella contea di Nizza) stabilì a Genova la sede della propria flotta e il cantiere della Foce fu destinato alla costruzione delle nuove navi militari. Il cantiere, ampliato su parte dell'area del soppresso lazzaretto, si estendeva su circa 70000 m² sulla sponda sinistra alla foce del Bisagno; di proprietà municipale, fu dato in gestione prima ai fratelli Westermann, poi ai fratelli Orlando, siciliani trapiantati a Genova. Durante la loro gestione, nel 1862, fu impostato l'avviso a elica Vedetta, primo piroscafo militare con scafo in ferro costruito in Italia, varato nel 1866.
Nel 1865 alla famiglia Orlando nella gestione del cantiere subentrò l'imprenditore Enrico Cravero, che lo tenne fino al 1890 e successivamente la società Nicolò Odero & C., già proprietaria del cantiere di Sestri Ponente. Durante la gestione Odero furono costruite grandi navi civili e militari, tra le quali il transatlantico Re Vittorio (1907) e la corazzata Leonardo da Vinci (1911).
Il cantiere cessò l'attività nel 1930, l'ultima unità costruita fu l'incrociatore Almirante Brown, commissionato dalla marina argentina, varato il 28 settembre 1929. Il posto dei cantieri venne occupato, per un breve periodo, dal Villaggio Balneare, sede di numerosi eventi fieristici, prima di lasciare spazio all'espansione urbanistica della città.

### La Foce e la spedizione dei Mille
OR FANNO CINQUANTA ANNI / IN UNA NOTTE DI STELLE / TREPIDA PER MILLE PALPITI / DI UMILI EROI / I BURCHIELLI DEI NOSTRI AVI / ACCOGLIEVANO / SOLDATI GARIBALDINI / VOGANDO VERSO LE LEGGENDARIE NAVI / SACRE NEI SECOLI.

* 5 MAGGIO 1910, LA SOCIETA DEI PESCATORI DELLA FOCE / MEMORE FIDENTE / NEI DESTINI D'ITALIA / POSE
Una targa in marmo oggi affissa sulla facciata della "Casa dei Pescatori" rivendica al quartiere della Foce di essere stato uno dei luoghi di partenza di una parte dei volontari garibaldini che parteciparono alla Spedizione dei Mille.
Il fatto è così documentato dallo storico emiliano Francesco Bertolini (1836-1909):
(Francesco Bertolini, "Storia del Risorgimento Italiano", Fratelli Treves, Milano, 1890)
Maggiori dettagli su questi avvenimenti sono riportati dallo storico genovese Federico Donaver nel testo "Garibaldi e la Spedizione dei Mille" e dallo storico veronese Osvaldo Perini nel volume "La spedizione dei Mille, storia documentata della liberazione della Bassa Italia".

### L'annessione a Genova

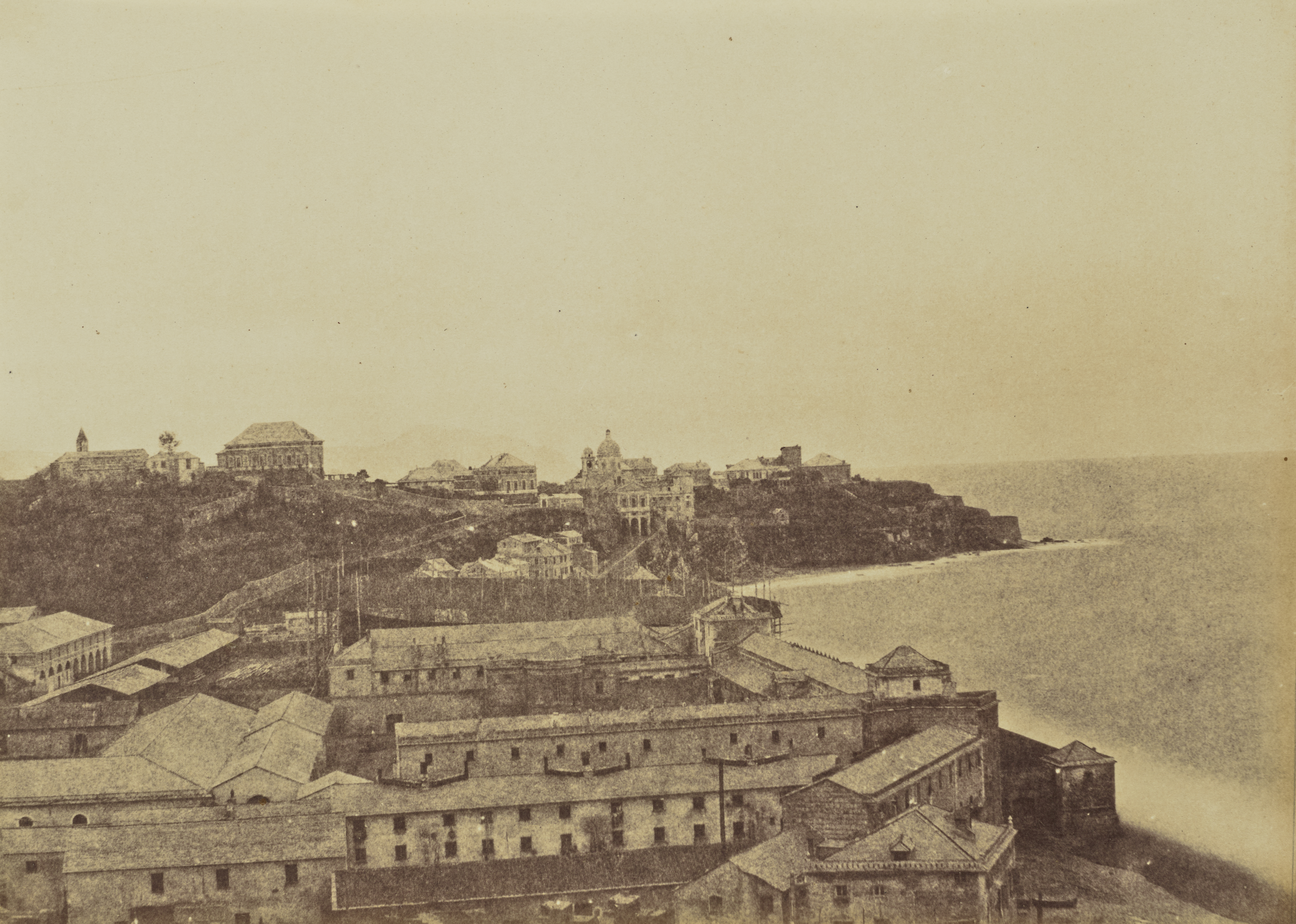
Il quartiere della Foce e la collina di Albaro negli anni cinquanta del XIX secolo. Si tratta di una delle prime riproduzioni fotografiche della zona, ad opera della fotografa inglese Jane Martha St. John.

Sino al 1873, la Foce costituiva un comune a sé. La descrizione che ne fa il Casalis nella prima metà dell'Ottocento non è molto dissimile da quella del Giustiniani di tre secoli addietro:
È assai ferace il suolo di questo comune: produce in abbondanza uve, erbaggi, civaje e frutta di varie specie. Il comune è situato parte in collina e parte quasi al livello del mare, col quale si può dire che confina dal lato di mezzodì. Il torrente Bisagno ne lambe il territorio verso ponente.
La chiesa di s. Bernardo serve ora di parrocchia: essa fu già del monastero avente il nome di quel santo, ed era stata costruita sull’area cui diedero ai monaci cistercensi i nobili Garbini nell'anno 1615: vi si veggono dipinti del Carlone, del Piola e di altri rinomati artisti.
Vi hanno la fabbrica del lazzeretto, ed il R. cantiere.
Gli abitanti hanno in generale una complessione robusta, e sono per la massima parte marinai od agricoltori. Popolazione 1621.»
(Goffredo Casalis, Dizionario geografico storico-statistico-commerciale degli Stati di S. M. il Re di Sardegna, 1849)
Il quadro descritto dal Casalis era destinato a mutare rapidamente nei decenni successivi. Nel 1873, con un Regio Decreto, il Comune di Genova si espandeva oltre il confine del Bisagno, inglobando, oltre alla Foce, i comuni di San Francesco d'Albaro, San Martino, Staglieno, Marassi e San Fruttuoso, e dando avvio ad un'espansione urbanistica che avrebbe radicalmente cambiato il volto di quei quartieri.

### L'espansione urbanistica del Novecento

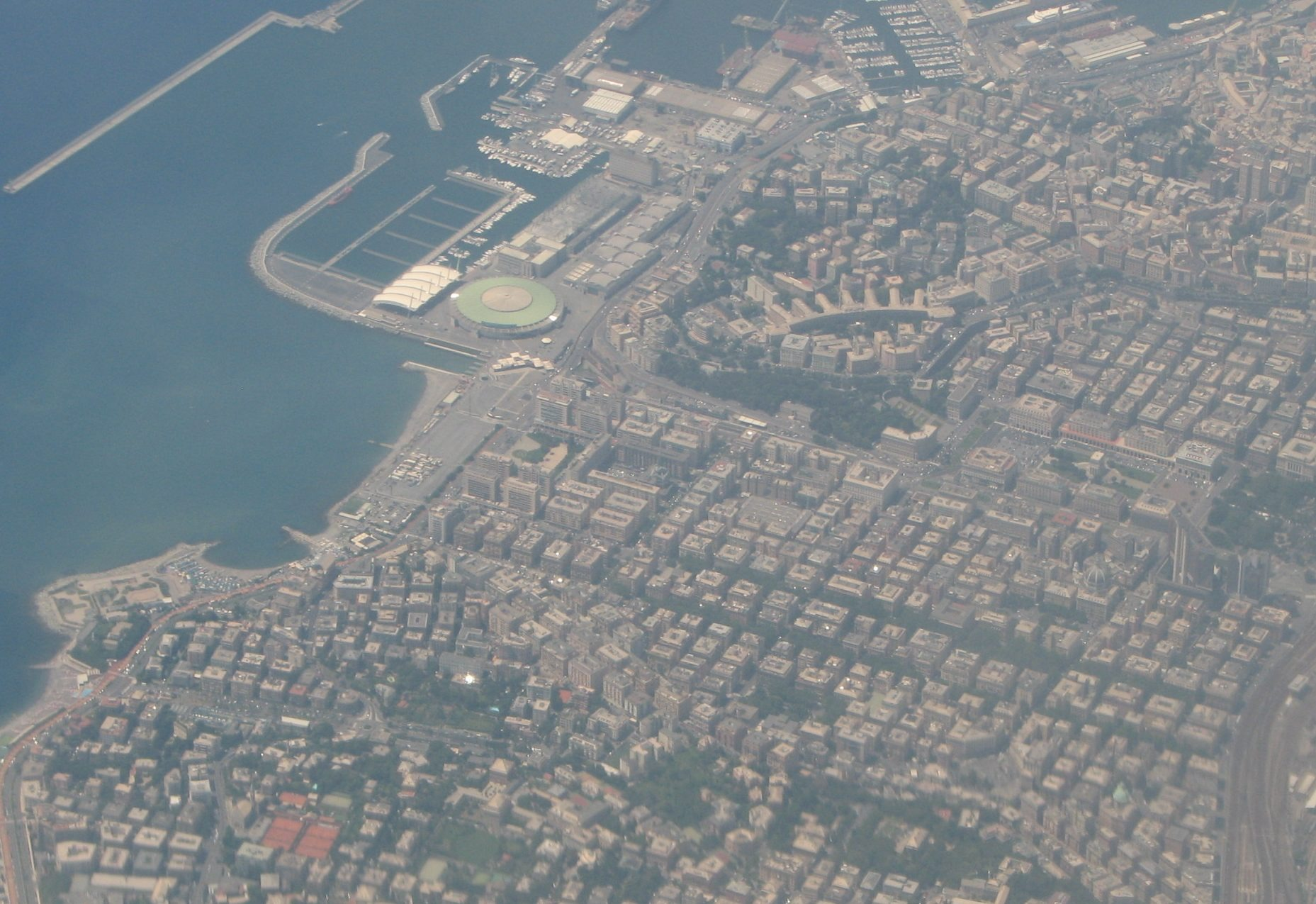
Veduta aerea del quartiere

Dopo che il comune era stato aggregato a quello di Genova la piana retrostante il vecchio borgo e i cantieri venne urbanizzata, realizzando un quartiere residenziale signorile, con struttura viaria a scacchiera, formata da lunghe strade ortogonali (corso Torino, via Giuseppe Casaregis, corso Buenos Aires e via Carlo Barabino).
A partire dal 1929 furono avviati i lavori per la copertura del tratto finale del Bisagno, con la conseguente eliminazione dei due ponti sul Bisagno: il Ponte Pila (naturale collegamento tra corso Buenos Aires e via XX Settembre) e Ponte Bezzecca, prolungamento di via Barabino.
Sulla copertura del Bisagno fu aperta l'importante arteria viaria che collega la Foce con la zona di Brignole, oggi intitolata alla Brigata Bisagno e alle Brigate partigiane.
Negli anni trenta del Novecento, dopo la chiusura del cantiere, sull'area di questo furono create nuove vie e piazze, dove si tennero manifestazioni fieristiche e spettacoli teatrali.
Nel 1936 sulla sponda destra del Bisagno, ormai coperto, fu costruita la Casa dei Pescatori, complesso edilizio destinato ad ospitare la popolazione dell'antico borgo posto sotto la chiesa di San Pietro, demolito per far posto ai moderni insediamenti residenziali e alle nuove strade.
Il poco di antico sopravvissuto all'espansione edilizia degli anni Trenta andò definitivamente perduto a causa dei bombardamenti della seconda guerra mondiale, che distrussero anche la chiesa di San Pietro.
Nel luglio del 2001 l'area dei giardini intitolati a Gilberto Govi è stata sede dei lavori del Genoa Social Forum durante la riunione a Genova dei G8. La zona è stata scenario dei gravi scontri fra dimostranti e forze dell'ordine (vedi Fatti del G8 di Genova) che hanno causato pesanti danni a strutture pubbliche e private.
Dall'anno 2004 il quartiere è interessato - lungo viale Brigate Partigiane - da profondi lavori edili per la messa in sicurezza dello sbocco del torrente Bisagno ed il rifacimento delle rampe di accesso ed uscita della predetta strada sopraelevata.

## Monumenti e luoghi d'interesse

### Architetture religiose

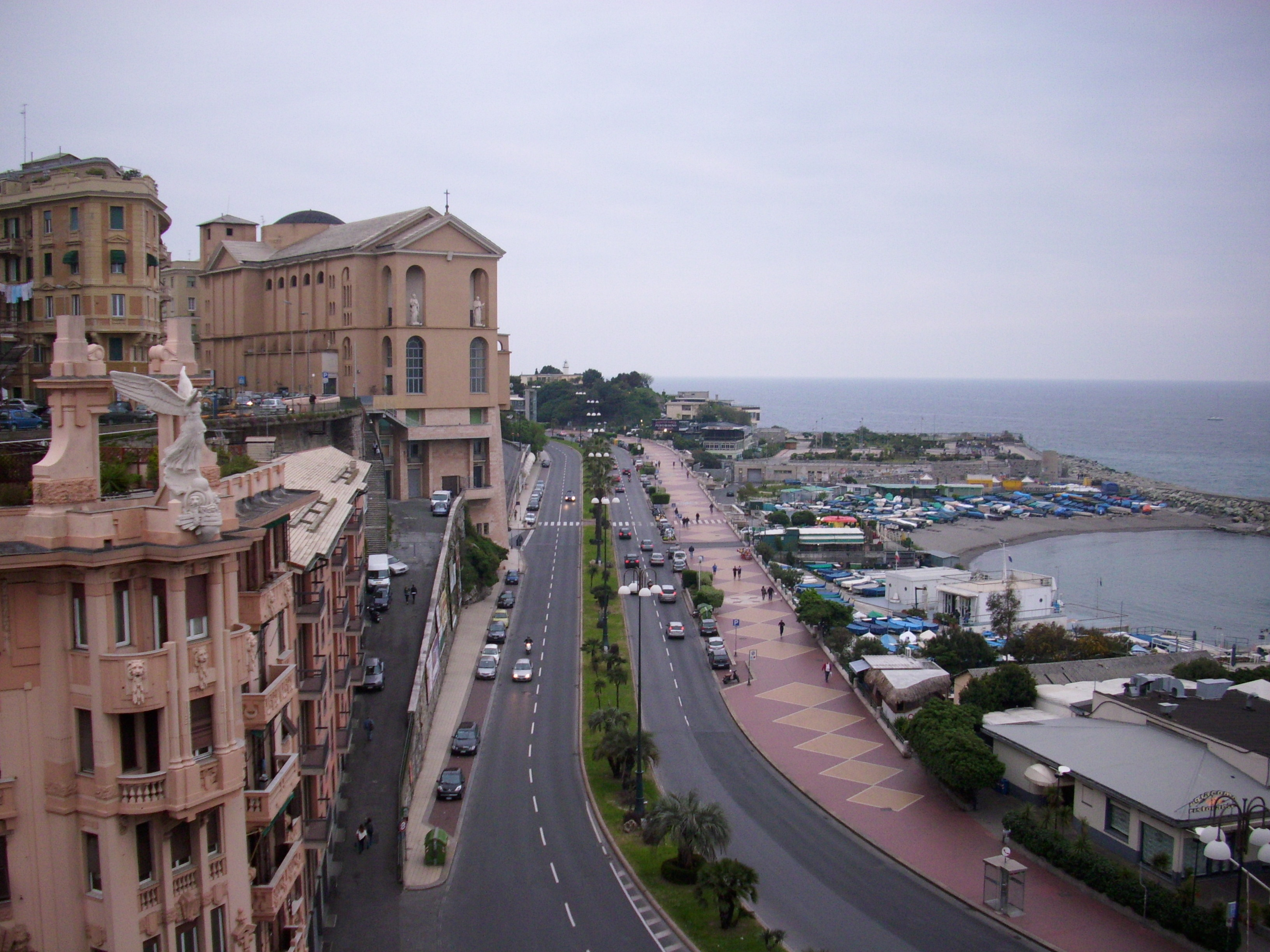
La chiesa dei Santi Pietro e Bernardo alla Foce

Nella circoscrizione della Foce si trovano quattro chiese cattoliche parrocchiali, tutte di antica origine, ma per ragioni storiche diverse tutte ricostruite ex novo tra il XIX e il XX secolo.
Due di queste, la chiesa di Nostra Signora del Rimedio e quella di Santa Maria dei Servi, riprendono il titolo parrocchiale di antiche chiese un tempo ubicate in altre zone della città e demolite per ragioni urbanistiche o eventi bellici.
- Chiesa dei Santi Pietro e Bernardo alla Foce. In origine, sulla spiaggia presso il borgo della Foce esisteva solo una piccola cappella intitolata a san Pietro, che dipendeva, come ricordato dal Giustiniani, dalla chiesa dei Santi Nazario e Celso. Questa chiesa, oggi non più esistente, si trovava sulla scogliera nei pressi di punta Vagno e, già in rovina, quando da tempo il suo titolo parrocchiale era stato trasferito a San Francesco d'Albaro, fu demolita all'inizio del Novecento in seguito all'apertura di corso Italia. Anche la cappella di San Pietro, ricostruita una prima volta dai pescatori della Foce, fu distrutta da una violenta mareggiata nel 1821. Poiché sulla scogliera sovrastante la spiaggia esisteva dal 1615 la chiesa di San Bernardo, che faceva parte del convento dei frati Foglianti (detti anche Fogliensi ed ancora oggi ricordati dal toponimo assegnato alla salita che dal borgo - oggi da corso Italia - sale alla chiesa), questa fu intitolata anche a san Pietro e divenne la parrocchiale del borgo. La chiesa, costruita nel periodo barocco, conservava opere di importanti pittori genovesi del Seicento genovese, quali Giovanni Battista Carlone, Domenico Piola e Giovanni Andrea De Ferrari e sculture lignee della scuola del Maragliano. La chiesa fu gravemente danneggiata dai bombardamenti aerei della seconda guerra mondiale e completamente ricostruita a partire dal 1952.
- Chiesa di Nostra Signora Assunta e Santa Zita. Era la chiesa del Borgo Pila, abitato dai mercanti di seta lucchesi stabilitisi a Genova nel XII secolo, che costruirono una cappella inizialmente intitolata al Volto Santo (antica immagine di Cristo crocifisso conservata nel duomo di Lucca) e che vollero in seguito dedicare alla santa loro concittadina. La chiesa fu più volte danneggiata dagli straripamenti del Bisagno e più volte ricostruita. L'attuale costruzione risale all'inizio del XX secolo.
- Chiesa di Nostra Signora del Rimedio. Si trova in piazza Alimonda, teatro di tragici scontri durante il G8 del 2001. L'originaria chiesa si trovava nella via Giulia (oggi via XX Settembre) e fu eretta in seguito ad un lascito testamentario del marchese Giovanni Tommaso Invrea. La chiesa, costruita tra il 1651 e il 1673 e restaurata nel 1794 da Antonio Barabino (padre del più noto architetto Carlo Barabino), fu consacrata dal cardinale Giuseppe Maria Spina nel 1808. Per consentire l'ampliamento della già via Giulia, la chiesa fu demolita nel 1898 stabilendo la costruzione di una nuova chiesa sotto lo stesso titolo nel sito dove si trova oggi. La nuova chiesa fu costruita tra il 1900 e il 1904, su progetto di Natale Gallino e G.B. Odero ed eretta in parrocchia nel 1911 ma praticamente senza una giurisdizione territoriale, che le sarebbe stata attribuita, con decreto del cardinale Carlo Dalmazio Minoretti, solo nel 1936. Nel 1955 fu consacrata dal cardinale Giuseppe Siri.
- Chiesa di Santa Maria dei Servi. Si trova nel cuore del nuovo quartiere, immediatamente a monte di piazza Raffaele Rossetti. L'originaria chiesa, officiata dai religiosi Servi di Maria, sorgeva fin dal XIV secolo nell'antico quartiere di Via Madre di Dio. Distrutta dai bombardamenti durante il secondo conflitto mondiale, i religiosi si trasferirono in una sede provvisoria in piazza Rossetti, dove nel 1961 fu ufficialmente trasferita anche la sede parrocchiale. Nel 1965, su progetto degli architetti Leonardo Bucci e Raffaello Trinci, fu costruita la nuova chiesa, consacrata dal cardinale Giuseppe Siri il 6 maggio 1972.

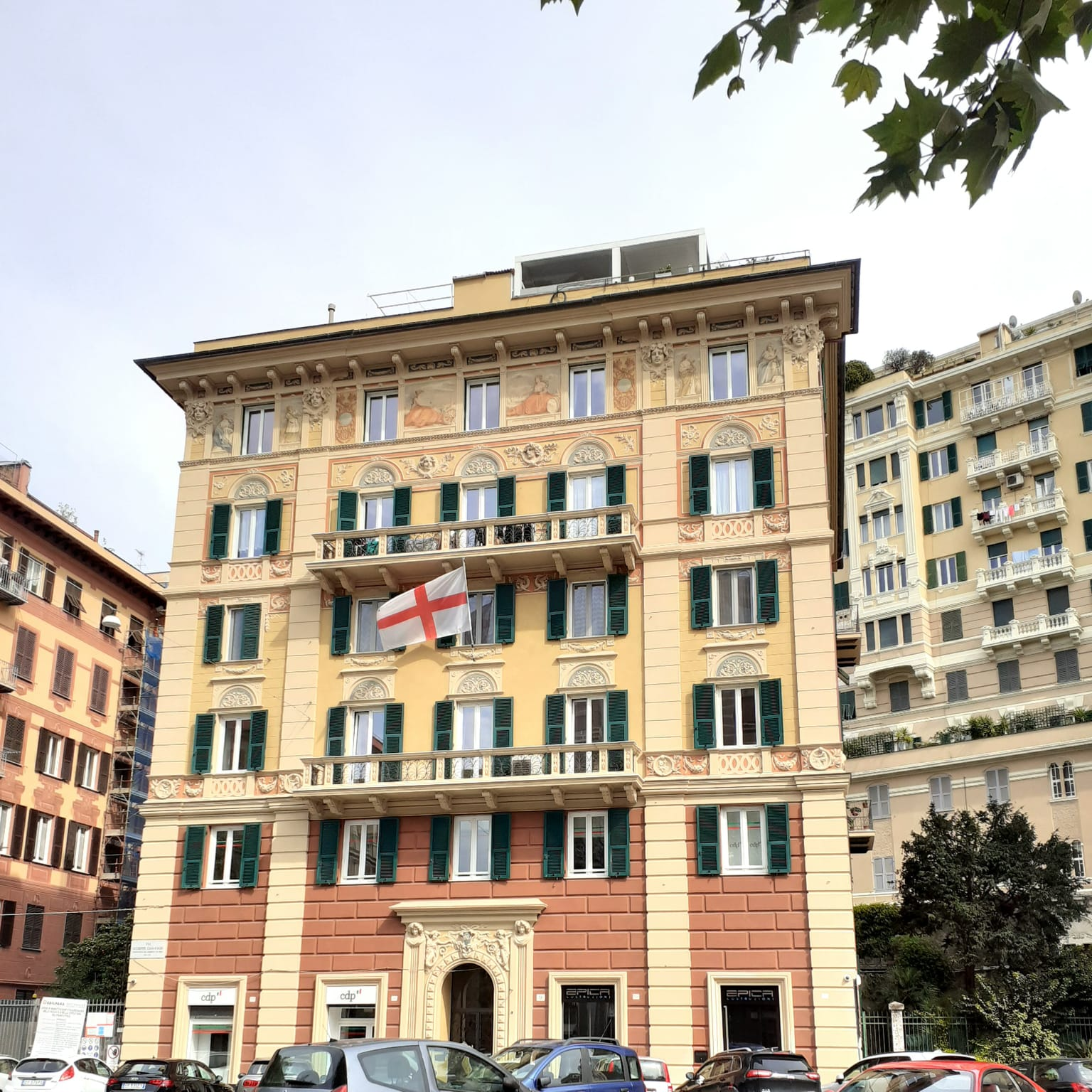
Esempio di palazzo umbertino-liberty in via Giuseppe Casaregis

### Altro
Area architettura fascista

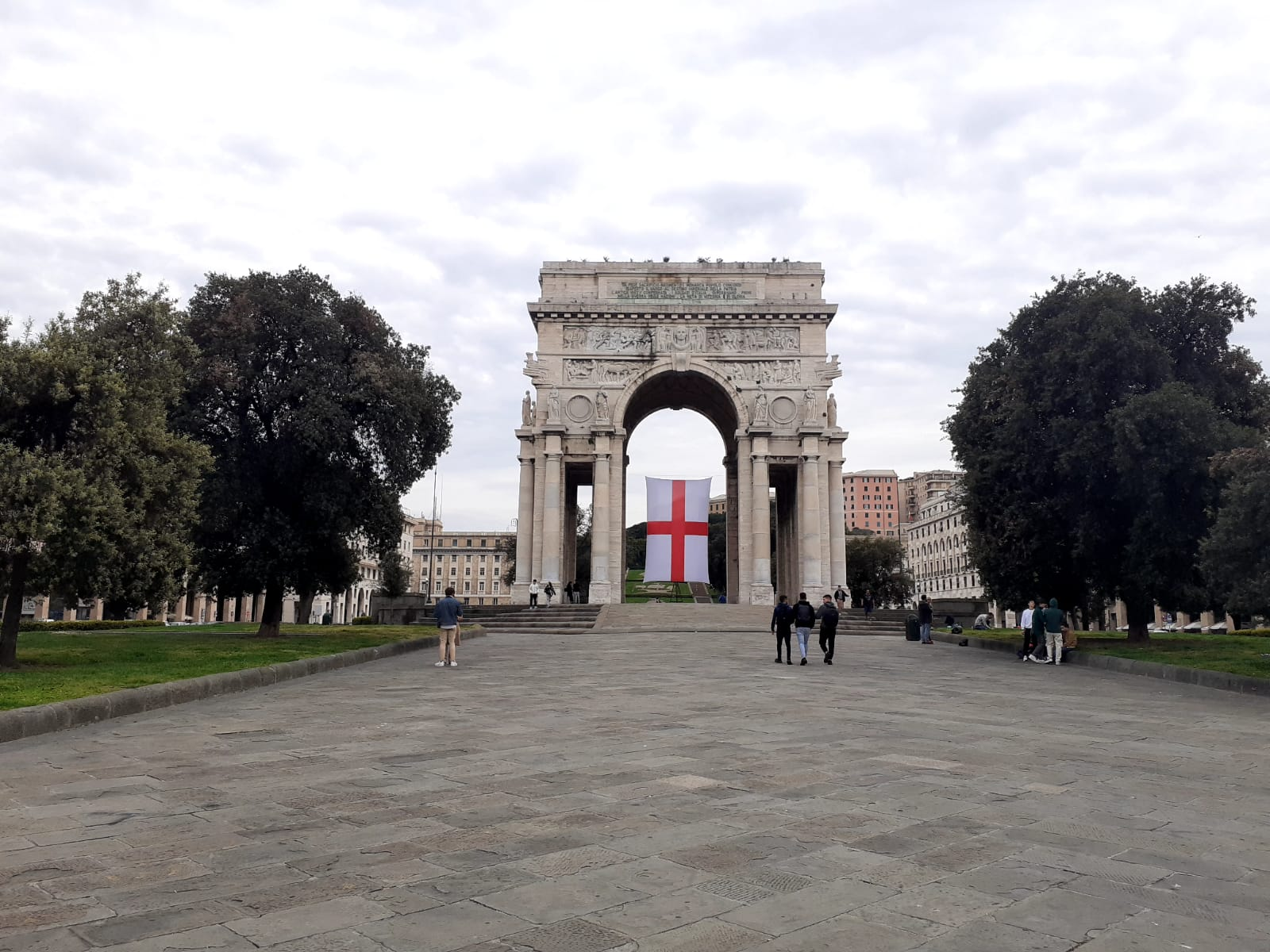
Arco della Vittoria presso la piazza omonima

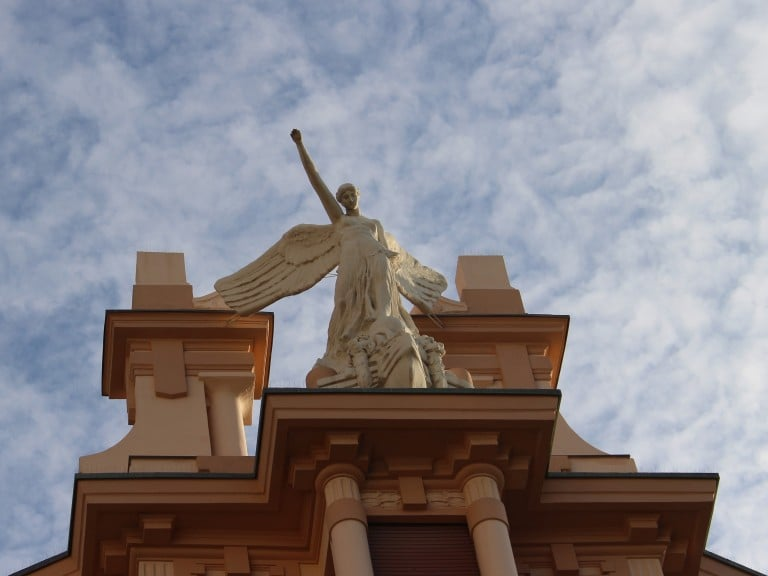
Particolare del "Palazzo della Vittoria", all'angolo tra via Casaregis e corso Italia

La monumentale viale Brigate Partigiane (già viale Duca D'Aosta) che collega il nuovo waterfront della Foce con piazza della Vittoria, è adornata da giardini pensili e aiuole in stile con le caravelle. L'area dell'Arco della Vittoria e viale Brigate Partigiane sono un chiaro esempio di architettura fascista/neoclassica.
Palazzi liberty e umbertini

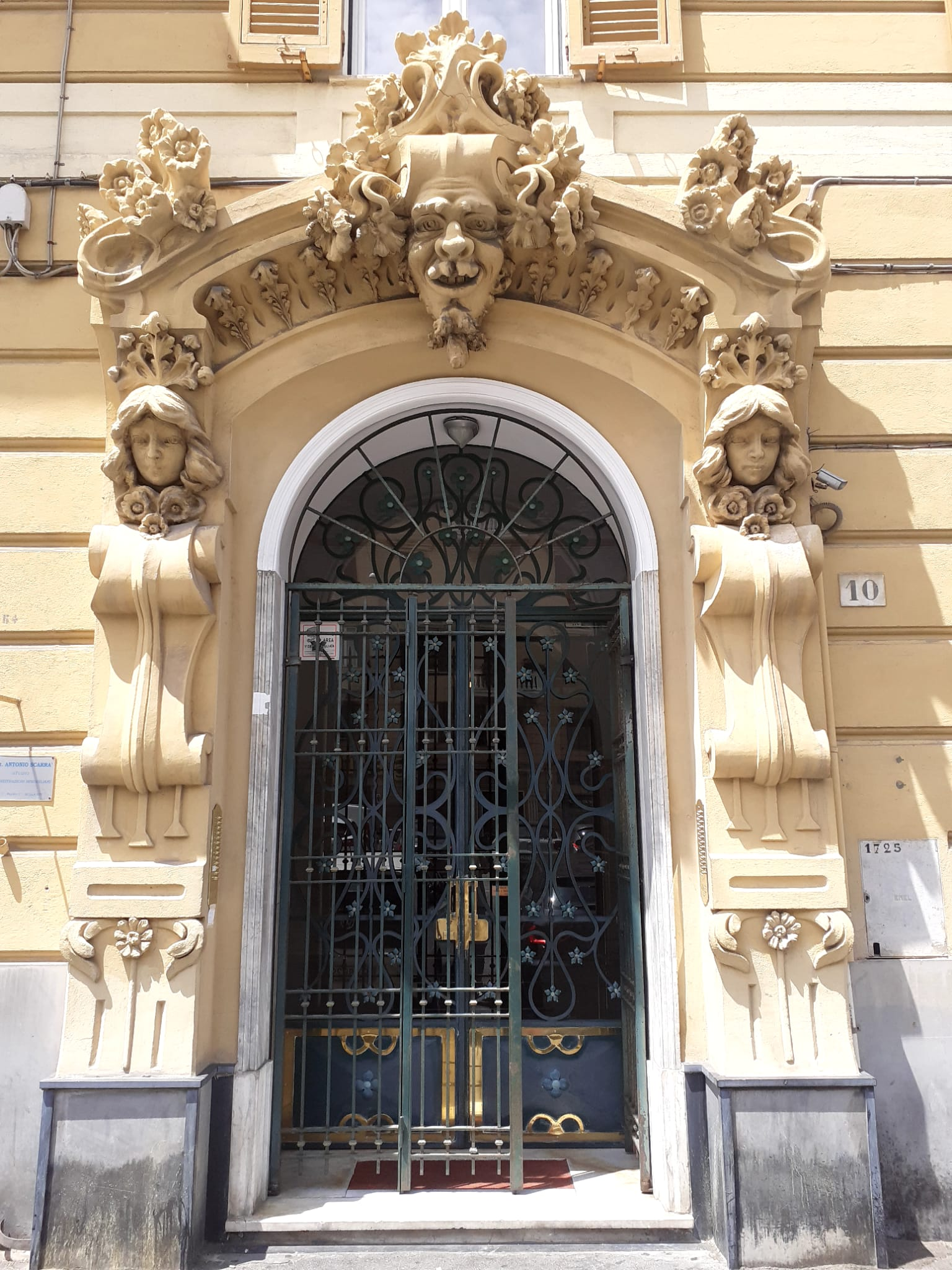
Portone Via Casaregis 10, esempio liberty scultoreo

Al confine con Albaro sorgono numerosi palazzi in stile liberty e umbertino del tardo Ottocento e primi del Novecento, come quelli di via Giuseppe Casaregis, uno dei quali, il "Palazzo della Vittoria" sovrastato dalla statua di un angelo, all'angolo con corso Italia, è opera di Gino Coppedè.
Corso Italia

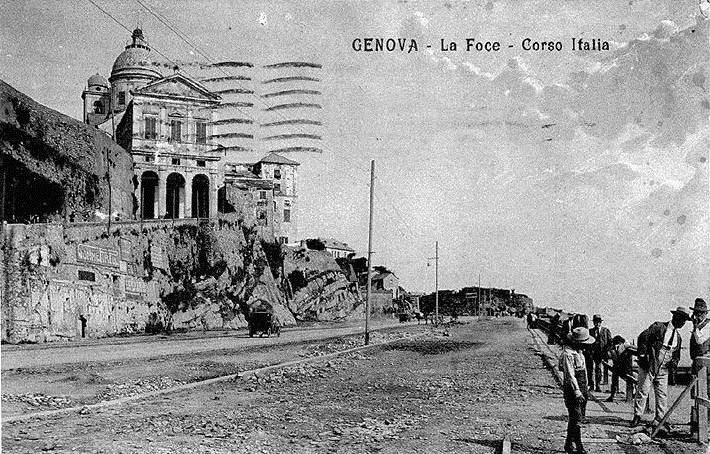
Corso Italia in costruzione

All'origine la cosiddetta "Promenade genovese" (Corso Italia)  fu costruita nella zona della Foce per poi estendersi attraverso il quartiere di Albaro fino a Boccadasse; la sua costruzione risale all'inizio del Novecento.
Piazza Raffaele Rossetti e quartiere fieristico

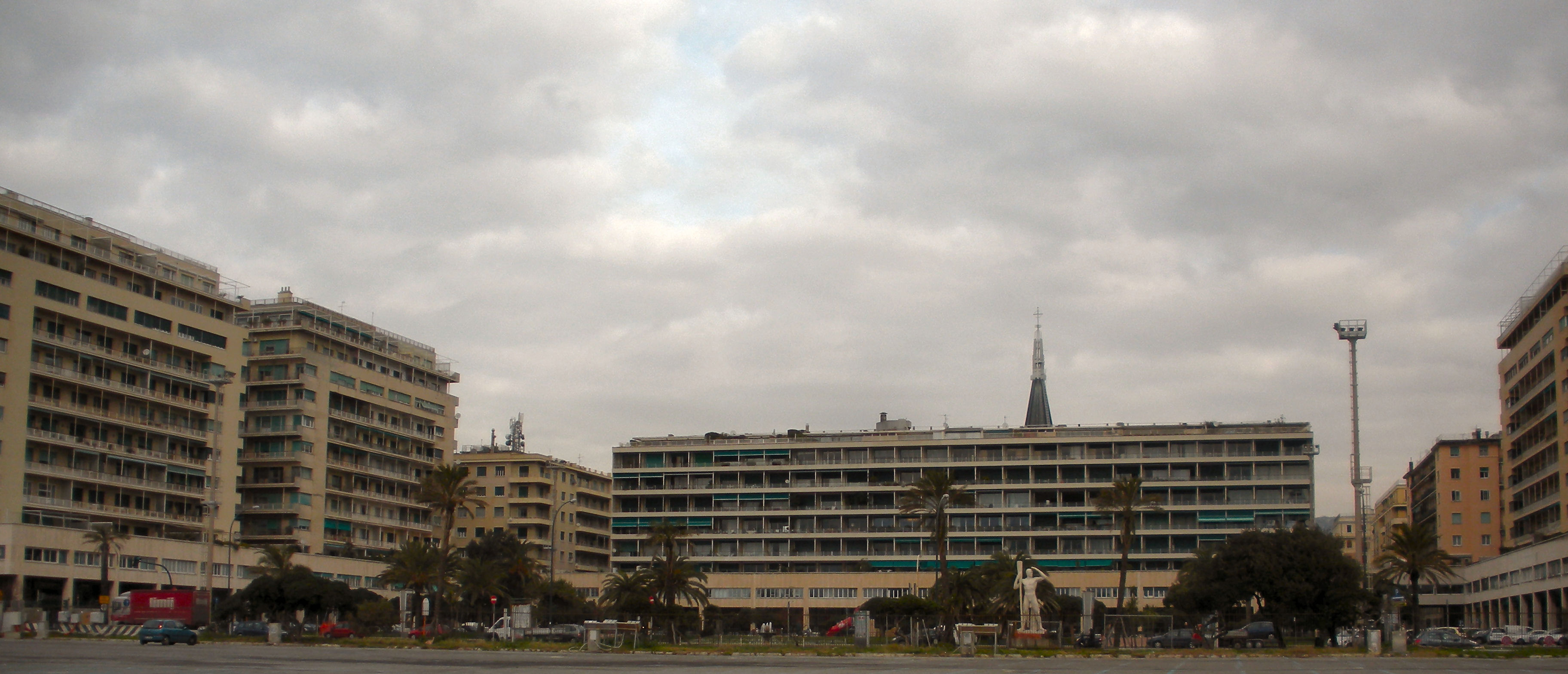
Piazza Raffaele Rossetti

Gli edifici che si affacciano su piazza Raffaele Rossetti, considerata oggi il centro del quartiere, furono costruiti a partire dal 1933 sull'area prima occupata dal lazzaretto e poi dal cantiere navale. Secondo il piano regolatore del 1932 in questa zona, oltre che abitazioni signorili avrebbero dovuto sorgere un palazzo dello sport, un salone per esposizioni, un cinema-teatro e alberghi di lusso. Fu indetto un concorso, vinto dall'architetto Luigi Carlo Daneri, con un progetto ispirato all'architettura razionalista. Prima dello scoppio del secondo conflitto mondiale furono realizzati parte degli edifici residenziali. I lavori, sospesi per la guerra, furono completati negli anni cinquanta.
Il palazzo dello sport e il quartiere fieristico, oggetto nel corso del 2023 di un generale rifacimento, furono realizzati negli anni sessanta sull'area ricavata dal riempimento a mare davanti alla scogliera della Strega, a destra della foce del Bisagno, mentre il teatro della Corte e un albergo della catena "Starhotels" hanno trovato collocazione nell'area della Corte Lambruschini, nei pressi della stazione ferroviaria di Genova Brignole. Sopra il depuratore di Punta Vagno (un tempo sede di una batteria costiera a difesa del porto di Genova) sono stati realizzati a inizio degli anni ottanta i giardini pubblici intitolati ad un genovese illustre: Gilberto Govi.
.

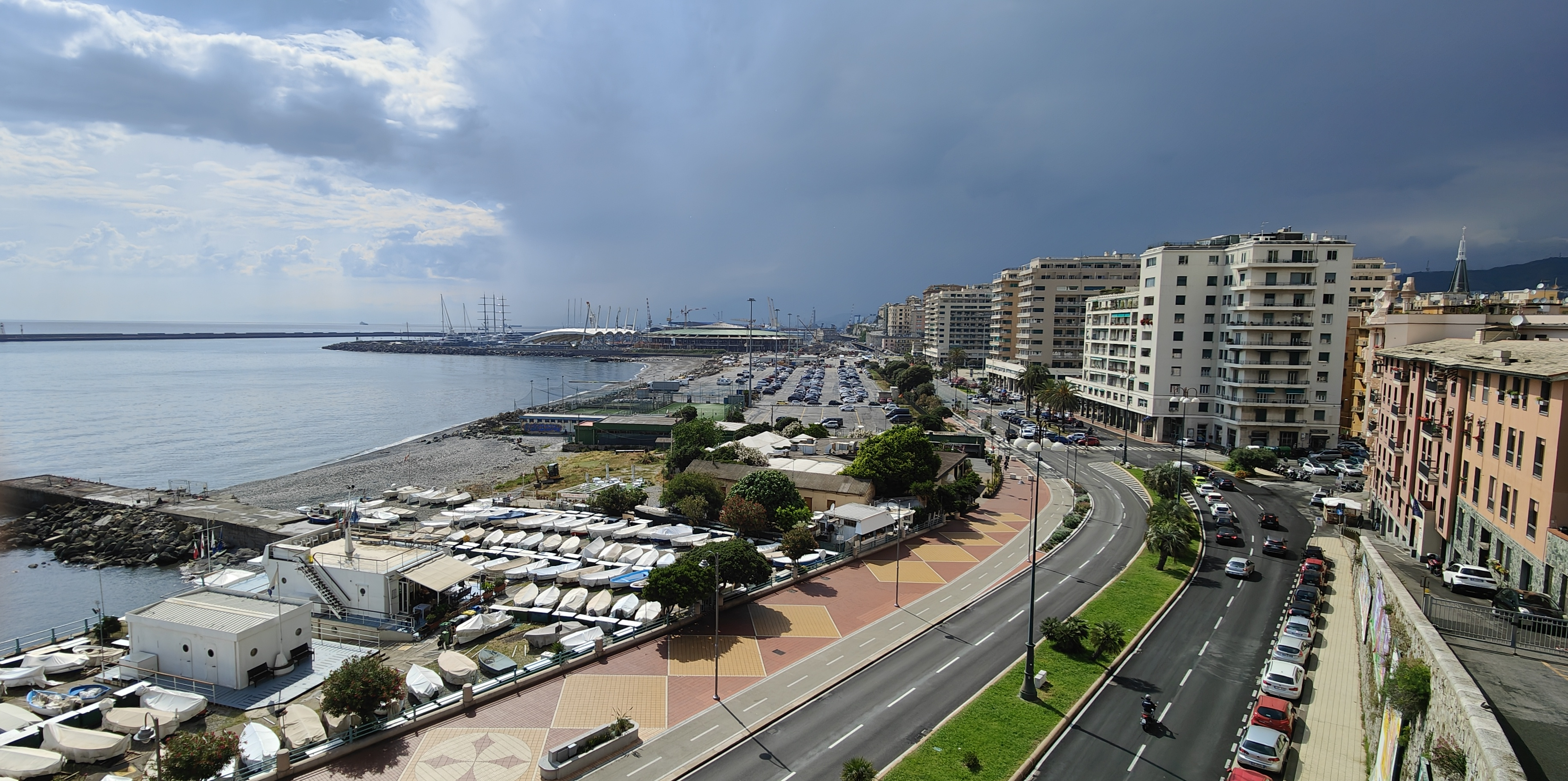
Panorama da via Nizza, con la sottostante scalinata che conduce a Corso Italia. In fondo l'area fieristica con a destra piazza Rossetti

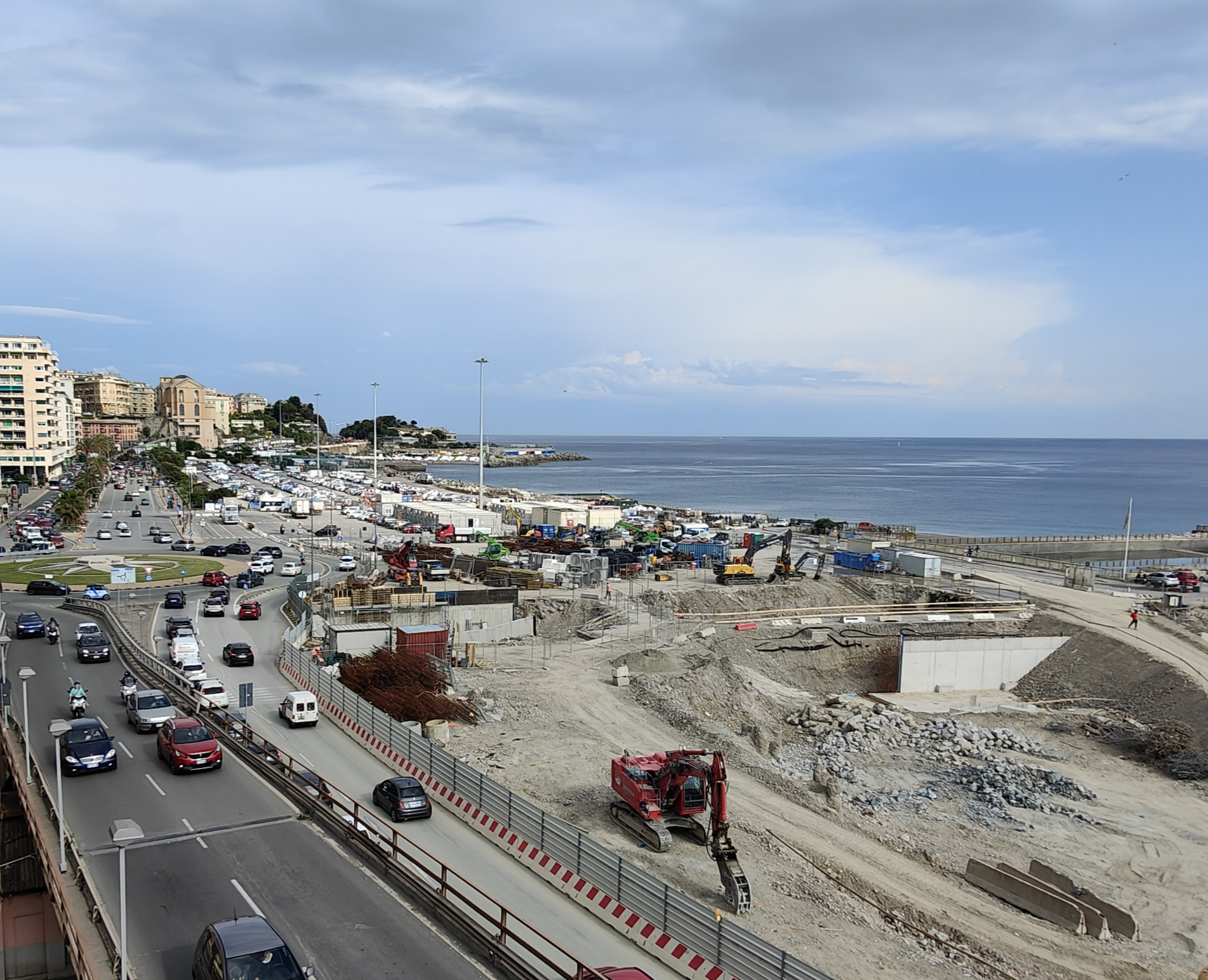
Da Corso A. Saffi: panorama sull'area fieristica in costruzione (immagine del 25 maggio 2023, il giorno prima dell'allagamento delle banchine, per la realizzazione del cosiddetto Waterfront di Levante), la sottostante sopraelevata, a sinistra la rotonda (accanto a piazzale Kennedy) che svolta per Viale Brigate Partigiane e in rettilineo per C.so Italia

Il corso Guglielmo Marconi separa il complesso di piazza Rossetti dal vasto piazzale Cavalieri di Vittorio Veneto (colloquialmente denominato piazzale Kennedy, denominazione che in realtà va riferita solo alla sua estrema porzione occidentale, ove è situato il capolinea dei bus e l'ingresso del quartiere fieristico, che per la sua forma regolare e la sua ampiezza è spesso sede di spettacoli itineranti quali circhi e luna park.

## Società

### Tradizioni e folclore
Alla Foce, nel periodo precedente la seconda guerra mondiale, era possibile ascoltare nelle osterie i canterini di trallalero (canto tradizionale a cappella). A oggi, nel repertorio delle Squadre di Trallalero, è presente una canzone che parla del borgo della Foce, scritta dal cantautore genovese Piccone, intitolata Fôxe de Zêna (Foce di Genova).
Il quartiere della Foce è citato in numerose canzoni dialettali; in quella più conosciuta anche al di fuori dei confini regionali, Ma se ghe penso, la Foce è uno dei diversi luoghi di Genova rievocati con nostalgia da un genovese emigrato in America meridionale (veddo là a Fôxe e sento franze o mâ). Tra gli altri luoghi viene evocata anche la vicina spiaggia della Cava, interrata negli anni cinquanta per la costruzione del quartiere fieristico e l'espansione del porto di Genova.
Un antico sfottò di sapore campanilistico, ripreso in un'altra canzone popolare, argomenta che a salvare gli abitanti della Foce sono quelli del vicino borgo di Boccadasse, gli unici ad essere, se possibile, più tarlucchi (babbei) di loro.

## Cultura

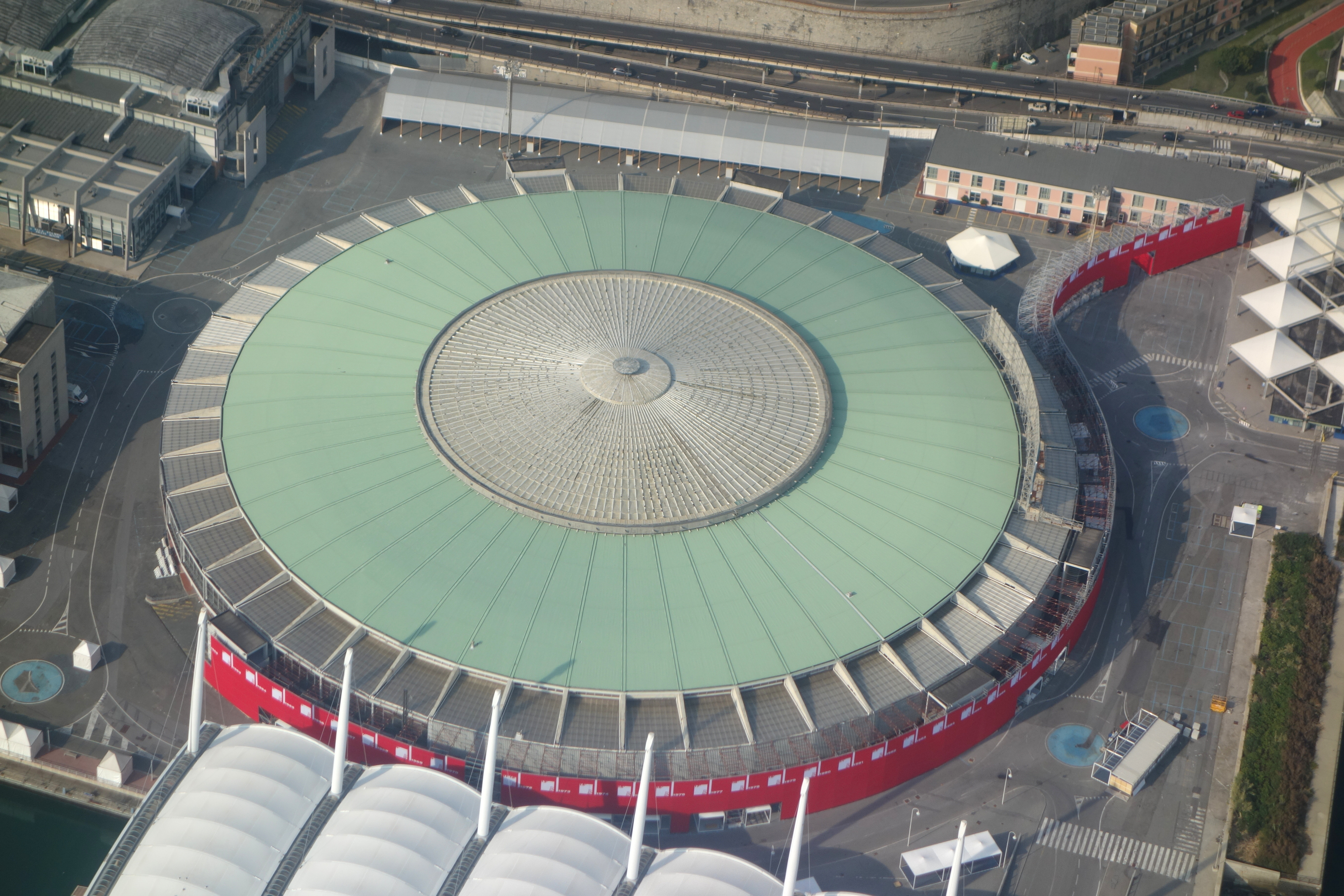
Il padiglione del quartiere fieristico

### Eventi
In occasione della festa patronale di san Pietro (29 giugno), si tiene nel quartiere una grande fiera di merci varie. Un tempo, quando ancora esisteva l'antico borgo, alla sera le case venivano illuminate con lampioncini colorati alla cinese, mentre i pescatori dalle barche gettavano sull'acqua lumini accesi che si dondolavano sulle onde. Oggi, a coronamento dei festeggiamenti per la festività patronale, la sera del 29 giugno si tiene uno spettacolo di fuochi pirotecnici che richiama numerosi spettatori da tutti i quartieri cittadini.
Numerose sono le manifestazioni che si tengono nel quartiere fieristico, tra le più importanti vi è l'annuale Salone Nautico.
Sul piazzale intitolato ai Cavalieri di Vittorio Veneto (spesso erroneamente chiamato dai genovesi piazzale Kennedy, nome che in realtà spetta invece al più piccolo piazzale adiacente sul lato ovest) è allestito periodicamente un grande luna park e per molti anni è stata organizzata annualmente alla fine dell'estate la festa dal Partito Democratico (Festa de l'Unità).

## Infrastrutture e trasporti

### Mobilità urbana
I collegamenti nell'ambito del quartiere e con il centro cittadino sono garantiti da autoservizi AMT che percorrono la strada lungomare (corso Italia) e corso Europa.